# Sant Feliu de Fontcoberta
Sant Feliu de Fontcoberta és una obra amb elements romànics i renaixentistes de Fontcoberta (Pla de l'Estany) inclosa a l'Inventari del Patrimoni Arquitectònic de Catalunya.

## Descripció
L'església parroquial de Fontcoberta és un edifici imponent situat dins de la població. És de planta rectangular, amb cossos laterals afegits. Presenta una sola nau amb absis semi octogonal, en substitució del d'època romànica, amb la volta semiapuntada construïda amb carreus. Posteriorment se li van afegir les capelles laterals, el cor i la sagristia. Els murs són repicats. La façana principal presenta estructura romànica, amb arcs llombards a la part superior i una línia de carreus en serra. El portal conserva un guardapols primitiu, però han desaparegut els arcs en degradació que devien conformar la portalada romànica, sent substituïts per un frontó renaixentista del segle xvi. Presenta dos basaments, situats a cada cantó de la porta, sobre els quals descansa una columna d'ordre dòric. Les dues columnes suporten un entaulament format per arquitrau, fris i cornisa. Sobre l'entaulament hi ha el frontó. El campanar-torre, adossat a la banda de tramuntana, és de planta quadrada, romànic de tradició llombarda i contemporani de l'església. El pis superior i la coberta són posteriors.

### Elements singulars
A Santa Maria de Turers es conserva la pica baptismal de la segona meitat del segle xii procedent d'aquesta església.
També hi ha una pica de pedra de forma troncocònica. Les seves mides, 36 cm de diàmetre superior, 31,5 d'inferior i 22 cm d'alçada, fan pensar que podria servir per l'aigua beneita, encara que també podria servir per emmagatzemar l'oli o com a rentamans. Buidada en un sol bloc, és totalment llisa però mostra una part sense polir que devia anar adossada a la paret.
Es conserven dues imatges barroques, una del Nen Jesús de Praga i una de la Verge del Roser, encarregada el 1683.

## Història
L'església va ser consagrada el 12 d'agost del 917 pel bisbe Guiu de Girona. La construcció actual data de finals del segle xii. L'any 1573 fou construït el cor, amb una clau de volta amb la imatge de Sant Feliu en baix relleu. L'any 1610 fou afegit el cos de la sagristia. El 1762 fou derruït l'absis romànic i es va construir l'actual. El 1795 es va obrir la capella del Sant Crist.
El 1865 es va construir la capella profunda per a guardar-hi l'eucaristia. El 1760 es va afegir a l'altar un retaule construït per Jaume Escarpintier de Girona. Es coneix la lipsanoteca de l'antic altar major, que és del segle xii i es conserva. És de fusta i conté tres peces adornades amb una creu. La pica la trobà mossèn Josep Riera, rector de la Parròquia, al galliner d'una casa del poble, on servia d'abeurador per l'aviram.